# Musée Bytown
Le musée Bytown est un musée situé à Ottawa dans la vallée du Colonel By à la confluence du canal Rideau et de la rivière des Outaouais. Ouvert en 1917, il est installé dans un ancien commissariat, le plus ancien bâtiment en pierre d'Ottawa. Il offre un aperçu complet des origines de Bytown, l'ancienne ville sur laquelle la capital canadienne s'est développée.